# 혼다 CR-Z

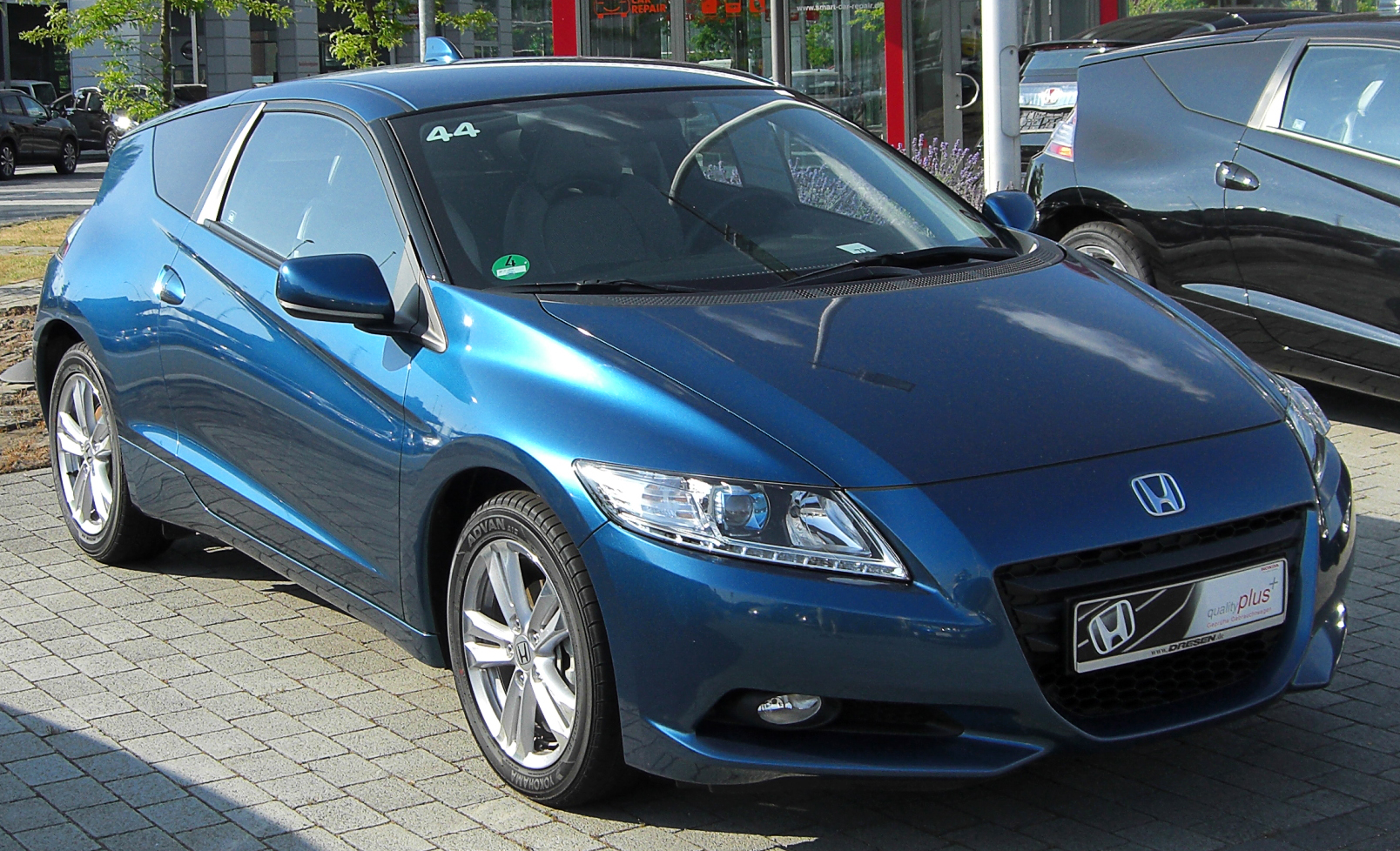
혼다 CR-Z 정측면

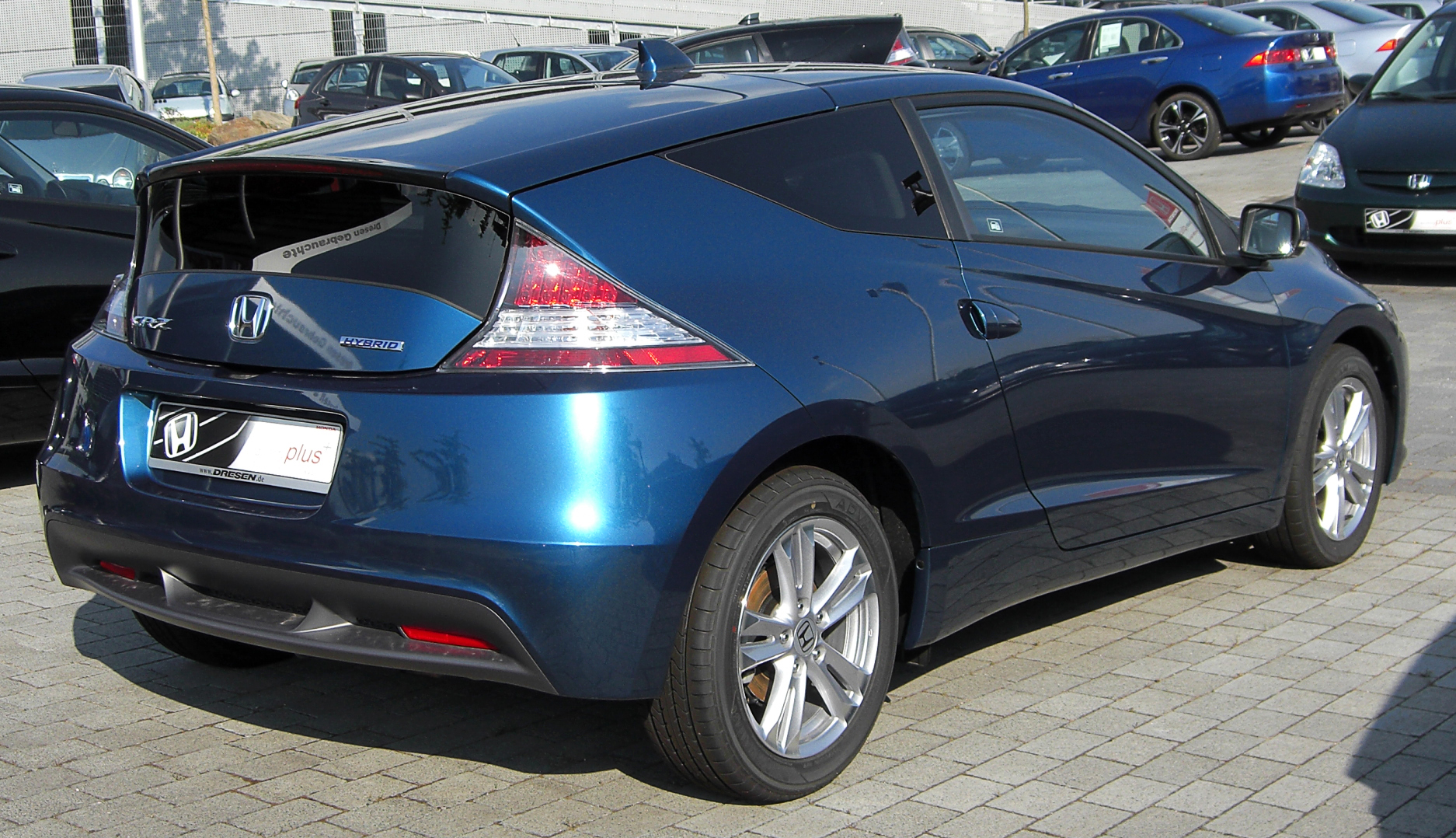
혼다 CR-Z 후측면

혼다 CR-Z(Honda CR-Z)는 혼다 기연 공업이 생산하는 스포츠 타입의 하이브리드 차량이다. 하이브리드 차량으로도 운전하는 즐거움을 느낄 수 있는 스포티한 감각이 융합되었으며, 차명인 CR-Z는 Compact Renaissance Zero의 줄인 말로, 새로운 컴팩트 카를 창조하기 위해 원점으로 돌아가 도전하겠다는 의미를 뜻한다. 3도어 하이브리드 차량이라는 특징에 있어서 1세대 인사이트를 연상시킨다. 2010년 2월에 일본에서 처음 출시된 CR-Z는 발매 1개월 만에 누적 계약 대수 1만 대를 돌파하기도 했으며, 그해 일본 올해의 차를 수상하기도 했다. 1.5L i-VTEC 엔진과 혼다 기연 공업의 독자적인 하이브리드 시스템인 IMA가 적용되었다. 노멀 모드, 스포츠 모드, 이콘 모드 등 개인의 운전 스타일이나 다양한 주행 상황에 맞춰 주행 모드를 선택할 수 있는 3 모드 드라이브 시스템이 적용되었다. 한 때 대한민국에서도 판매되었으나, 판매율 저조로 인해 수입이 중단되었다. 2016년에 생산이 중단되어 재고 차량이 판매되다 2017년 1월에 재고가 모두 소진되면서 후속 차종 없이 단종되었다.

## 같이 보기
- 혼다 인사이트
- 하이브리드 전기차